# Cosne-d'Allier
Cosne-d'Allier é uma comuna francesa na região administrativa de Auvérnia-Ródano-Alpes, no departamento Allier. Estende-se por uma área de 25,29 km². Em 2010 a comuna tinha 2 066 habitantes (densidade: 81,7 hab./km²).